# Torre de Cabo Roig
La torre de Cabo Roig (en valenciano, Torre Cap Roig) es un edificio histórico de la ciudad de Orihuela (Alicante), España. Data del siglo XVI y tiene la categoría de Bien de Interés Cultural con el código 03.34.099-014.
Situada en la costa de Orihuela, en las urbanizaciónes de Cabo Roig. Se trata de una edificación militar de tipo torre vigía, fue construida en el siglo XVI, con el fin de vigilar la costa y prevenir los ataques de los piratas y berberiscos. Su lugar de localización (en pleno accidente geográfico) le otorgaba una visión mucho más amplia de la zona que vigilaba.

## Edificio
La torre es una construcción con forma cilíndrica y ataluzada en su base, sobre el talud se sitúa la puerta de acceso. Fue realizada en mampostería, disponiendo sillares en los vanos como la puerta de entrada.

### Exterior
La superficie de la fachada está ligeramente inclinada, siendo la planta de la base más ancha que la terraza. por lo que más que un cilindro tiene alzada de tronco cilíndrico.
Tras su restauración, a la fachada le fue superpuesta una capa de cal blanca para decorarla, de ahí su actual color blanco.
Toda la fachada está salpicada de numerosas ventanas de pequeño tamaño con las que poder vigilar la zona que le correspondía.
El talud de la base alcanza la altura de tres metros.

### Interior
El interior se dispone en dos alturas y terraza. La primera corresponde a la planta baja, la segunda a la primera planta y por último la terraza.
De su interior sólo es destacable la bóveda que divide la torre en dos alturas (planta baja y primera planta) realizada en ladrillos.
Fue declarada Bien de Interés Cultural.

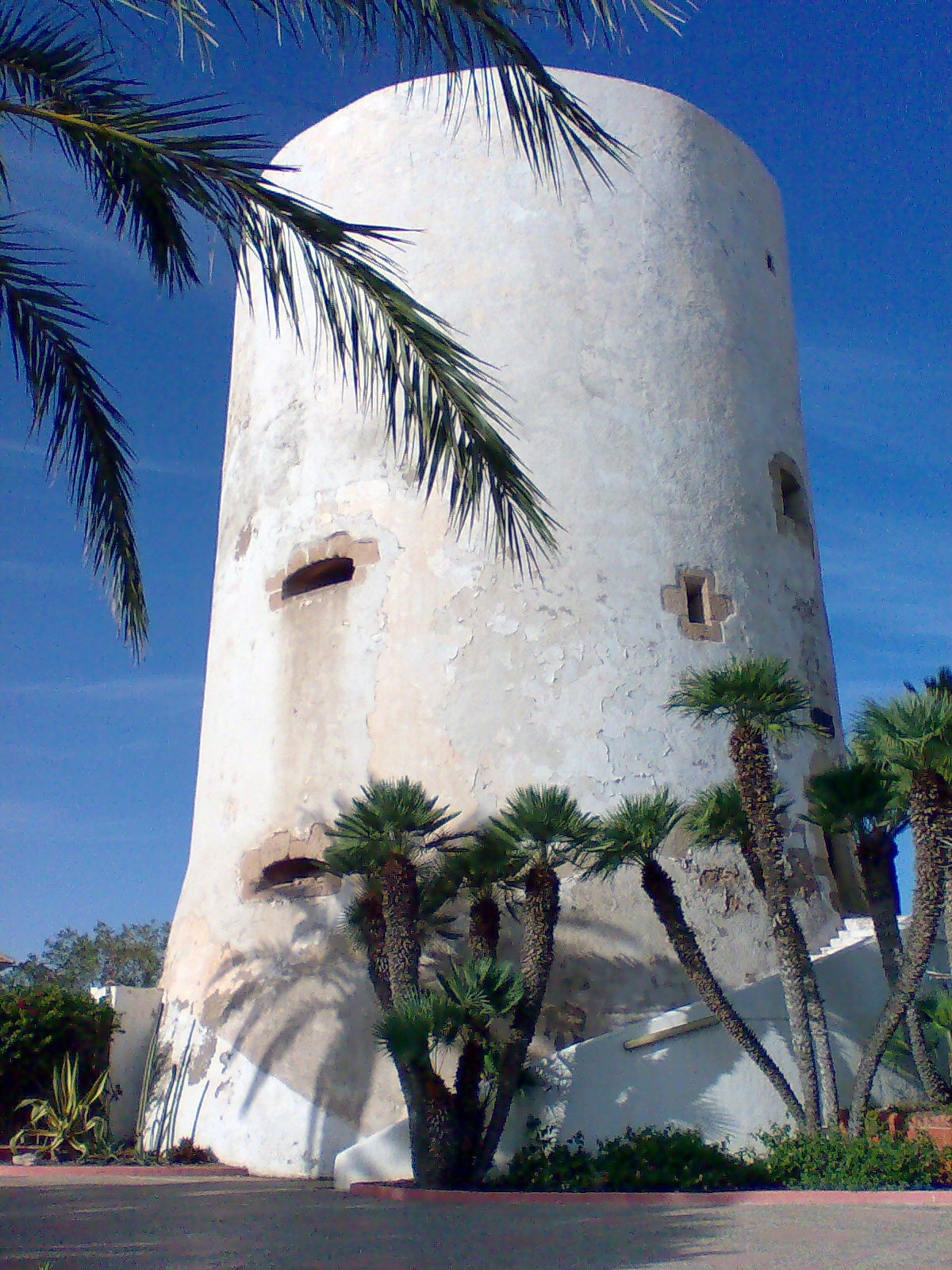
Torre de Cabo Roig, otra cara.
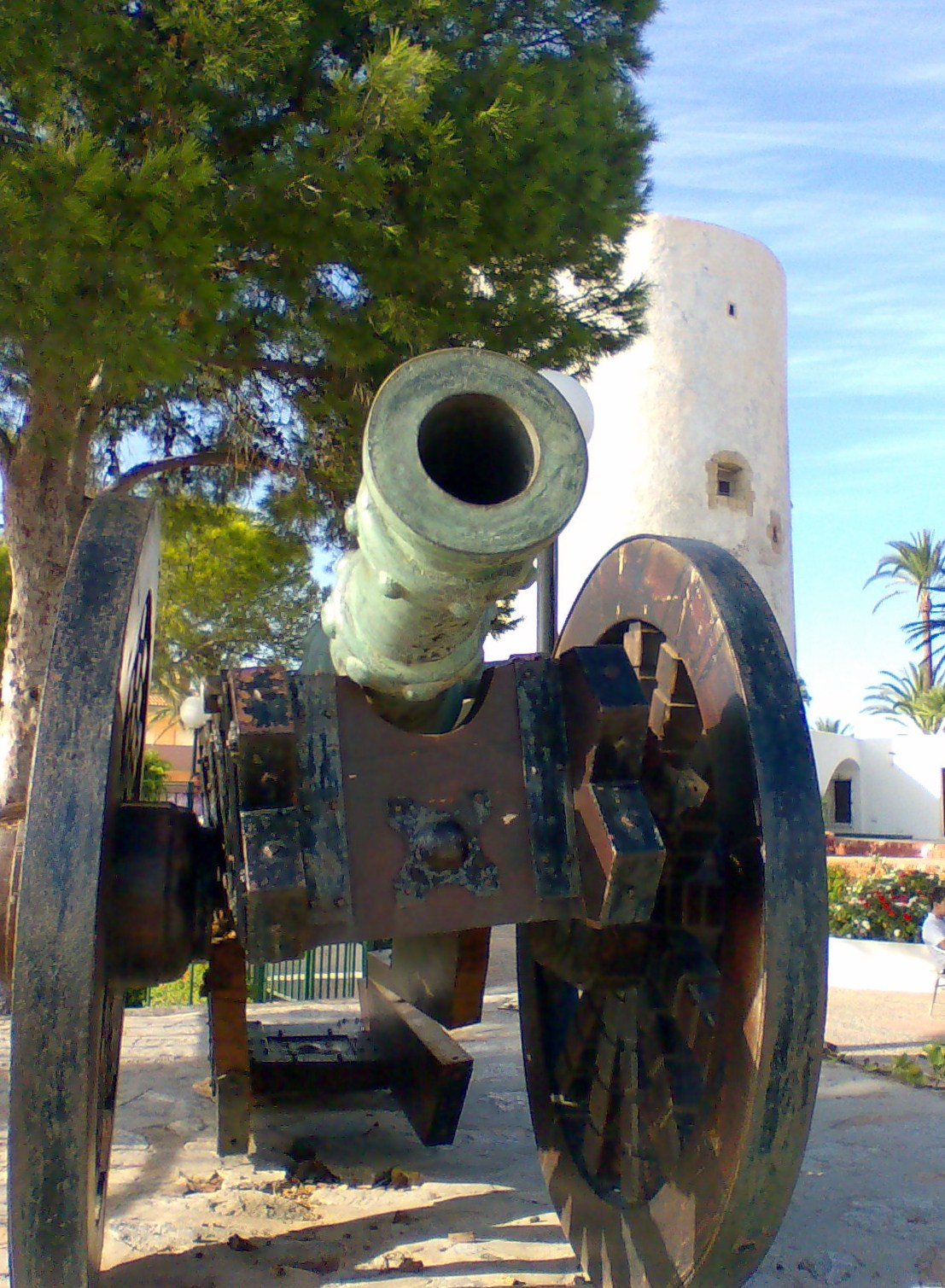
Cañón, frente a la torre.